# Лінія 9 CPTM
Лінія 9 — смарагдова — лінія CPTM, системи приміських поїздів Великого Сан-Паулу, що пролягає між станціями Озаску і Гражау на місці колишньої залізниці Сорокабана. До березня 2008 року називалася Лінією C — небесна.